# Andromaque (médecin)
Pour les articles homonymes, voir Andromaque (homonymie).
Andromaque (en grec ancien Ἀνδρόμαχος, en latin Andromachus) fut un médecin crétois du Ier siècle ap. J.-C.
Il vint exercer son art à Rome sous le règne de Néron, y obtint un grand succès et devint le médecin de l'empereur. 
Il adapta la thériaque qui porte son nom et fit sur ce médicament un petit poème qui a été conservé (on le trouve dans les Fragments des poètes grecs de la collection Didot). La thériaque fut utilisée jusqu'au XIXe siècle dans la pharmacopée 

## Source
Marie-Nicolas Bouillet  et Alexis Chassang (dir.), « Andromaque » dans Dictionnaire universel d’histoire et de géographie, 1878 (lire sur Wikisource)